# Flip-Flop (Fernsehsendung)
Flip-Flop war eine deutsche Spielshow für Kinder. Sie lief in den Jahren 1985–1991 im Ersten und umfasste ca. 25 Minuten und insgesamt 68 Sendungen. Verantwortlich für die Produktion war der Bayerische Rundfunk. Moderator der Show war Claus Kruesken. Flip-Flop galt als Fortsetzung von Alpha 5.

## Konzeption
Es traten jeweils drei Schulklassen aus Deutschland, Österreich und der Schweiz gegeneinander an. Hauptsächlich wurden in den Spielrunden Geschicklichkeitsspiele zu bestimmten Themen durchgeführt. Ferner gab es ein Ratespiel für die Teams, das sogenannte Orakel. Hierbei sah eine Wahrsagerin in eine Kugel und die Mannschaften mussten anhand von Beschreibungen erraten, was sie dort sah.
Fester Bestandteil war die sich drehende Flip-Flop-Scheibe. Auf der Scheibe, die auch plötzlich ihre Richtung ändern konnte, mussten die Teams diverse Aufgaben meistern. Wer sich am längsten hielt, bekam die meisten Punkte. Die Siegermannschaft erhielt jeweils die Chance, ihren Titel in der darauffolgenden Sendung zu verteidigen.

## Erstausstrahlung
Erstmals lief die Show am 1. Oktober 1985 im Ersten. Sie war Bestandteil der Sendung Spaß am Dienstag.